# Faridabad
Faridabad (hindi फरीदाबाद) – miasto w Indiach, na Nizinie Hindustańskiej, w stanie Hariana. W 2011 roku miasto zamieszkiwało 1,4 miliona mieszkańców.
W mieście rozwinął się przemysł bawełniany, odzieżowy oraz cukierniczy. 
Miasto to założono w 1607 r. Prawa miejskie uzyskało w 1867 r.